# Железнов, Павел Ильич
Павел Ильич Железнов (17 июня 1907, Харьков — 19 мая 1987, Москва) — русский советский поэт, переводчик. Член Союза писателей СССР (1935).

## Биография
У него интереснейшая и уникальная для поэта судьба. Ведь он был не только беспризорником, но и довольно крупным «деятелем» московского воровского мира двадцатых годов с кличкой «Цыган»…
Родился в 1907 году в Харькове. Начал жизнь беспризорником, работал подёнщиком по путёвкам биржи труда, во время НЭПа перебрался в Москву.
В середине 1920-х годов в отделе происшествий московских газет неоднократно упоминалось о молодом рецидивисте под кличками Цыган, Директор, имел авторитет у шпаны за умение рисовать, за остроумие, а также за стихи.
В 1926 году во время одной из облав в ночлежке у Краснохолмского моста Цыган был задержан чекистами. Под кличкой скрывался Павел Железнов. При обыске при нём была найдена тетрадка стихов в подражательство Сергею Есенину. Первым критиком этих стихов стал задержавший его милиционер А. Иванов (в войну он погибнет на фронте), который был членом районного литкружка «Вагранка», руководимого Ф. В. Гладковым. Иванов устроил Павла Железнова на работу в Московский трест коммунального хозяйства, что дало парню не только возможность легального заработка, но и место в общежитии, потом вовлёк в литкружок.
В 1928 состоялась первая публикация стихов в журнале «Друг детей» с примечанием: «Автор — бывший беспризорный, недавно покинувший улицу».
С начинающим поэтом встретился Максим Горький, пообещал ему помочь получить высшее образование, и дал задание организовать литературную группу бывших беспризорных — с помощью руководителя Болшевской трудкоммуны, чекиста М. С. Погребинского. В 1931 с предисловием Горького вышел сборник этой группы — альманах «Вчера и сегодня». Горький сдержал обещание — с Железновым репетиторством занимался его сын Максим, помог подготовиться на рабфак и затем поступить на подготовительный курс литературного отделения этнологического факультета 1-го МГУ, который Павел Железнов окончил в 1934 году.
В 1931 году была издана первая книга стихов Павла Железнова «От „пера“ к перу», редактором которой выступил Эдуард Багрицкий, с предисловием Николая Асеева.
В 1935 году был принят в Союз писателей СССР.
С началом Великой Отечественной войны добровольцем вступил в 8-ю дивизию народного ополчения Краснопресненского района Москвы — служил в «писательской роте», в отделении разведки.
С 1942 года в кадровой армии — интендант 3 ранга, литсотрудник армейских газет «Боевой призыв» 61-й армии и «За Советскую Родину» 49-й армии, в которых вёл юмористические отделы под псевдонимами Дед Всевед и Андрей Снарядкин. По заданию Военного Совета написал цикл стихов на уставные темы — «Поучения рядовому». На фронте в 1943 году вступил в ВКП(б). Награждён медалями «За отвагу» (1942), «За оборону Москвы», Орденом Отечественной войны I степени (1985).
После войны занимался литературной деятельностью. В 1977 году награждён орденом «Знак Почёта».
Умер в 1987 году в Москве, похоронен на Ваганьковском кладбище (закрытый колумбарий, 41 секция).

## Творчество
На воле – общества отброс –
я ненавидел всех прохожих.
Посмотришь: злоба, как мороз,
вдруг продерёт ножом по коже.
Я только пару юных рук
мог понести продать на рынок.
А улица, смеясь вокруг,
дразнила роскошью в витринах...

Я не виню ни в чём «судьбу»,
не прикрываю громким словом
ночлежек грязь, тюрьмы сумбур
и в детстве – корки по столовым…
Что толку на судьбу роптать?
Блатная жизнь украла годы,
но их сумею наверстать
и докажу, на что я годен!..
«Цыган, все люди паразиты,
 Все воры, кроме нас воров.
 Когда их вздумал поразить ты,
 То будь в стихах, как Комаров.
 Смелей, мокрушничай, молодчик,
 Бей каждой строчкою в упор».
 Так говорил мне в одиночке
Серёжа — бородатый вор.
 Сережей первым я оценен,
 Он мне предсказывал в Крестах:
 «Ты будешь наш блатной Есенин
 фартово, так твою растак!»
Братишка плёлся за руку с сестрёнкой,
где целились зенитки в синеву, –
и чудилось: Иванушка с Алёнкой
из сказки вдруг возникли наяву...
Я встретил их под раненой берёзой
в прифронтовой недоброй тишине –
и вздрогнул от нежданного вопроса:
"Скажите, дядя, где конец войне?"
Журавли, журавли,
    никогда, ни за что
я не брошу к большому стремиться,
никогда, ни за что
     не расстанусь с мечтой,
сколько раз ни ловил бы синицу!
Печататься начал в 1928 году. Большую помощь ему оказали Максим Горький и Эдуард Багрицкий. Первый сборник стихов «От „пера“ к перу» (1931). В 1933 году Жургазобъединение выпустило вторую книгу Железнова. В рецензии, посвящённой его творчеству, газета «Смена» в 1935 году писала: «„Клеймо вора“, которое должно быть смыто „в ключе животворного труда и учёбы“, — это не просто факт биографии, это и основная поэтическая тема Железнова».
Автор поэм «Максим Горький. Воспоминания» (1955), «Владимир Маяковский» (1947), «Милиционер Иванов» (1957).
В послевоенное время стихи и поэмы составили ряд сборников. Также автор воспоминаний «Наставники и друзья» (1982).
Переводил на русский язык стихи поэтов братских республик и стран народной демократии. Переводчик и активный пропагандист творчества марийского поэта и киноактёра Йывана Кырли, а также мордовских поэтов Ивана Калинкина и Андрея Куторкина. Отдельный сюжет составляет перевод им с немецкого языка стихотворений Клары Блюм — единственной книги на русском языке этой поэтессы, изданной в Москве в 1940 году («Стихи»).
Автор нескольких песен: «Море Жигулёвское», «Песня дружбы».

### Фильмография
Есть указания, что вместе с беспризорниками из Болшевской коммуны в 1931 году снимался в массовках в фильме «Путёвка в жизнь».